# José María Morelos y Pavón, Ocozocoautla de Espinosa
José María Morelos y Pavón är en ort i Mexiko.   Den ligger i kommunen Ocozocoautla de Espinosa och delstaten Chiapas, i den sydöstra delen av landet, 600 km öster om huvudstaden Mexico City. José María Morelos y Pavón ligger 751 meter över havet och antalet invånare är 341.
Terrängen runt José María Morelos y Pavón är varierad. José María Morelos y Pavón ligger uppe på en höjd. Runt José María Morelos y Pavón är det ganska glesbefolkat, med 40 invånare per kvadratkilometer. Närmaste större samhälle är Raudales Malpaso, 13,9 km nordväst om José María Morelos y Pavón. 